# 日神プライベートレジリート投資法人
日神プライベートレジリート投資法人（にっしんプライベートレジリートとうしほうじん）は、東京都新宿区に本社を置く投資法人、私募リート。スポンサーは日神グループホールディングス。

## 概要
日神不動産（現・日神グループホールディングス）により、マンションデベロッパーが主要スポンサーを務める国内初の私募リートとして設立された。
投資対象は東京圏（東京、千葉、神奈川、埼玉）の賃貸住宅である。
運用会社は日神不動産投資顧問株式会社で、その株主は株式会社日神グループホールディングス（60%)、株式会社アトリウム（13%）、株式会社アセットリード（13%）、株式会社ジェイ・エス・ビー（9%）及び株式会社AMBITION（5%）であったが、その後、株式会社日神グループホールディングス（73%)、日神管財株式会社（13%）、株式会社ジェイ・エス・ビー（9%）、株式会社アンビションDXホールディングス（5%）となっている。。
日本都市ファンド投資法人による本投資法人投資口の取得
2021年（令和3年）4月28日、日本都市ファンド投資法人及びその資産運用会社の三菱商事・ユービーエス・リアルティとの協業を発表した。日本都市ファンド投資法人による本投資法人投資口の取得は以下の通り。
- 2021年（令和3年）5月11日 - 本投資法人の投資口の一部（300口、2%）を取得[4][5]
- 2021年（令和3年）7月1日 - 1,380口、8.4%を追加取得（取得合計1,680口、10.3%）[6]
- 2022年（令和4年）1月 - 1月12日に750口、1月13日に690口を追加取得（取得合計3,120口、17.1%）[7]
- 2023年（令和5年）1月 - 1月5日に1,200口を追加取得（取得合計4,320口、22.2%）[8]
- 2024年（令和6年）1月 - 1月5日に560口、1月9日に470口を追加取得（取得合計5,350口、25.2%）[9]

## 沿革
- 2017年（平成29年）12月22日 - 設立
- 2018年（平成30年）1月31日 - 登録（関東財務局長第134号）
- 2018年（平成30年）3月23日 - 運用開始（資産規模：15物件、約170億円）[10]

## ポートフォリオ
2021年2月1日時点で、物件数26物件、1,954戸、取得価格合計28,845百万円である。2024年6月30日時点で、物件数40物件、2,654戸、取得価格合計41,965百万円である。